# اخلاق در سلامت محیط زیست
اخلاق در سلامت محیط زیست، شاخه‌ای میان‌رشته‌ای است که سیاست‌های مرتبط با بهداشت محیط را با ملاحظات اخلاقی در هم می‌آمیزد تا به هدفی مشترک و قابل پذیرش برای همه طرف‌ها دست یابد. با توجه به مسائل زیست‌محیطی که جوامع امروزی با آن روبه‌رو هستند، برخورداری از یک بنیان اخلاقی مستحکم می‌تواند راهی برای ایجاد تعادل و سازش میان منافع گاه متضاد فراهم سازد؛ منافع و دیدگاه‌هایی مانند انسان‌محوری، مسئولیت جهانی در قبال محیط زیست، ارزش‌های دینی، توسعه اقتصادی، و سلامت عمومی.
نمونه کوچکی از رشته‌های علمی مرتبط با اخلاق سلامت محیط زیست عبارتند از: بوم‌شناسی، سم‌شناسی، همه‌گیرشناسی و زیست‌شناسی مواجهه که هر یک نقشی مهم در تحلیل و پاسخ‌گویی به مسائل اخلاقی مرتبط با سلامت محیط ایفا می‌کنند.

## مباحث بهداشت محیط
سلامت محیطی طیف گسترده‌ای از موضوعات را در بر می‌گیرد که بسیاری از آن‌ها دارای چالش‌های اخلاقی خاص خود هستند. بسیاری از این چالش‌ها به وظیفه اخلاقی انسان در قبال سایر موجودات زنده و ساختارهای زیستی مانند اکوسیستم‌ها بازمی‌گردد؛ اینکه ماهیت این تعهد اخلاقی چیست و چه اندازه‌ای دارد. جایگاه انسان در دل هر اکوسیستم باید در کنار سلامت منطقه‌ای و جهانی محیط زیست به‌عنوان یک کل مورد سنجش و تأمل قرار گیرد.
مسائلی چون حقوق بشر و حقوق حیوانات، مالکیت زمین و منابع، و آزادی‌های فردی، در کنار اصولی مانند عدالت اجتماعی، برابری، پایداری و جهان‌گرایی، به مجموعه‌ای از معضلات و دوگانگی‌های اخلاقی منجر می‌شوند. برای پاسخ به این چالش‌ها، تنها اتکا به نظریه‌های اخلاقی سنتی ممکن است ناکافی یا کند باشد؛ چرا که حجم مسائل بسیار گسترده است. از این‌رو، رویکردهای جایگزین مانند بررسی موردبه‌مورد یا استفاده از فضایل اخلاقی پذیرفته‌شده می‌تواند راهگشا باشد. این فضایل می‌توانند راهنمای عمل قرار گیرند و در مواجهه با تعارض میان ارزش‌ها، قواعد و الزامات، چارچوبی برای تصمیم‌گیری اخلاقی فراهم کنند.
1. سؤال یا مشکل را بیان کنید.
2. اطلاعات مربوطه را جمع‌آوری کنید.
3. نظرات مختلف را بررسی کنید.
4. اصول اخلاقی را در مورد گزینه‌های مختلف به کار ببرید.
5. هرگونه تعارض بین اصول اخلاقی را حل کنید.
6. اقدام کنید.[۱]

پس از تعیین روش‌شناسی برای تحلیل موقعیت‌های اخلاقی مختلف، می‌توانیم به بررسی گسترده برخی از مرتبط‌ترین مسائلی که امروزه بشر با آن مواجه است، بپردازیم.

## کنترل آفات
سموم دفع آفات در سراسر جهان برای کنترل، دور کردن یا نابودسازی گونه‌های آفت مورد استفاده قرار می‌گیرند. اگرچه بسیاری از گونه‌های حشره در نقاط مختلف جهان به‌راحتی قابل شناسایی‌اند، برخی دیگر ممکن است در عین زیان به سلامت و آسایش انسان، نقشی مفید در زیست‌بوم منطقه ایفا کنند.
نمونه‌ای از این پدیده، زنبور عسل است؛ حشره‌ای که نیش آن می‌تواند در افراد حساس واکنش‌های آلرژیک شدید ایجاد کند، اما در عین حال نقشی حیاتی در گرده‌افشانی و تداوم چرخه حیات اکوسیستم ایفا می‌کند. نمونه‌ای دیگر، گونه‌های مختلف خفاش هستند که اگرچه ممکن است ناقل بیماری‌هایی مانند هاری باشند، اما از سوی دیگر، در کنترل جمعیت پشه‌ها که خود ناقل بیماری‌های خطرناک‌اند، نقش مهمی دارند. 
شاید یکی از مهم‌ترین رویدادها در تاریخ استفاده از سموم دفع آفات، کاربرد گستردهٔ دی. دی. تی (ددت) برای مقابله با انواع آفات، از جمله پشه‌ها و شپش‌ها باشد. در زمان آغاز مصرف، اثرات بلندمدت این ماده به‌خوبی مستند نشده بود و از همین رو، آن را دارای سمیت اندک تلقی می‌کردند. اما با گذشت زمان، استفاده گسترده از ددت پیامدهای جدی برای محیط زیست و سلامت انسان به همراه داشت.
بررسی‌ها نشان دادند که موجوداتی که در سطوح بالاتر زنجیره غذایی قرار دارند، مقادیر قابل توجهی از DDT را در بافت‌های خود ذخیره می‌کنند؛ امری که آثار منفی بسیاری به دنبال داشت. برای نمونه، نازک شدن پوسته تخم پرندگان شکاری و مرگ‌ومیر گسترده در میان ماهیان از جمله نتایج آن بود. در انسان نیز، عوارضی مانند اختلال در عملکرد دستگاه درون‌ریز (اندوکرین) گزارش شد که می‌تواند به مشکلات جدی در باروری و تولیدمثل منجر شود.
یکی از مخرب‌ترین دسته‌های سموم دفع آفات، ترکیباتی هستند که به عنوان آلاینده‌های آلی دیرپا شناخته می‌شوند. این مواد به سختی در محیط تجزیه می‌شوند و حتی در صورت تجزیه، محصولات جانبی آن‌ها اغلب به اندازه خود ماده اولیه مضر و خطرناک هستند. از آنجا که آلاینده‌های آلی پایدار تهدید بزرگی برای موجودات زیستی در محیط به ویژه گونه‌هایی که در سطوح بالاتر زنجیره غذایی قرار دارند محسوب می‌شوند، قوانین بین‌المللی خاصی برای کنترل و ممنوعیت استفاده از برخی از آن‌ها تصویب شده است.
یکی از مهم‌ترین این قوانین، کنوانسیون استکهلم است که چندین نوع از این آلاینده‌ها را به‌طور رسمی ممنوع کرده است. برخی از این ترکیبات شامل ددت، آلدرین، کلردان، دیلدرین، اندرین، هپتاکلر، هگزاکلروبنزن و توکسافن.